# Оранит
Оранит (ивр. אורנית‎) — израильское поселение на оккупированных палестинских территориях, и местный совет на Западном берегу реки Иордан.
Расположен примерно в 22 км к северо-востоку от Тель-Авива и в 7 км в югу от города Калькилия, на высоте 140 м над уровнем моря. Площадь совета составляет 2,069 км².

## Инфраструктура
Имеются общественный бассейн и теннисные корты.

## История
Создание поселения было одобрено израильским правительством в апреле 1983 года. В 1985 году сюда переехали первые поселенцы. В 1990 году Оранит получил статус местного совета.

## Население
По данным Центрального статистического бюро Израиля, население на начало 2020 года составляло 8 955 человек.
Динамика численности населения по годам:
| 1989 | 1992 | 1994 | 2000 | 2002 | 2004 | 2006 | 2008 | 2010 | 2012 | 2014 |
| ---- | ---- | ---- | ---- | ---- | ---- | ---- | ---- | ---- | ---- | ---- |
| 1910 | 2930 | 3380 | 5100 | 5200 | 5500 | 5800 | 6328 | 6200 | 7200 | 8086 |